# ウインブルヤマグチ
株式会社ウインブルヤマグチは、兵庫県加東市に本社を置く各種建設機械を扱うメーカーである。数多くの動力付運搬車を開発、製造してきた実績のある企業で、製品の設計デザインから、技術開発、ライン生産までを一貫し、国内、国外に販売している。ショベルローダー、不整地運搬車をメインに製造。

## 沿革
- 1947年10月 - 創業　山口木工所として小農具の製作をはじめる。
- 1954年12月 - 株式会社設立。
- 1980年 - 全製品フルモデルチェンジを行い、運搬車をシリーズ化
- 1991年1月 - 株式会社ウインブルヤマグチに社名変更

## 事業所
- 本社・工場・貿易部・国内販売部（兵庫県加東市東実）
- 中四国営業所（愛媛県東温市南方）
- 九州営業所（福岡県久留米市東合川）
- 神戸オフィス（兵庫県神戸市中央区元町通）

## 製品概要
- 小型歩行クローラー
- 中型歩行クローラー
- 大型乗用・歩行クローラー
- 大型乗用クローラー
- ミニクローダー
- 土木用クローラー
- 林内作業車
- ホイル
- その他特殊クローラー

## シリーズ
- ミニクローダー YXSシリーズ
- ミニクローダーWLシリーズ
- 小型歩行PXシリーズ
- ニュープリマドンナ PMシリーズ
- ミドルクローラ運搬車 AMシリーズ
- プロクロ1 AXシリーズ
- 大型乗用クローラーFRシリーズ
- 小型特殊運搬車YKシリーズ
- 土木用クローラーWBシリーズ